# Tintín al país de l'or negre
Tintín al país de l'or negre (en francés Tintín au pays de l'or noir) és el quinzè àlbum de Les aventures de Tintín i Milú escrit i il·lustrat per Hergé el 1950.

## Sinopsi
El món és a un pas de la guerra i al mercat ha aparegut gasolina adulterada que fa explotar els motors dels cotxes. Tintín pren un vaixell per anar a l'Orient Pròxim a investigar.

## Història de l'àlbum
La història va tenir dues versions:

### Primera versió en forma d'àlbum
A la versió que es va publicar per entregues a un periòdic. Tintín va desembarcar a Caiffa però a l'àlbum ho fa a Haifa, Palestina, llavors un territori sota control britànic, és arrestat pels anglesos i després segrestat pels militats de l'organització jueva Irgun (una organització sionista clandestina que va operar entre 1931 i 1948 que no es menciona a la publicació per entregues), que el confonen amb un tal Golstein, un agent sionista que havia d'arribar d'Europa. Després és segrestat pels àrabs que el porten al seu cap Bab el Ehr. Més tard es troba amb el doctor Müller que treballa per una companyia que intenta controlar els pous de petroli per mitjans il·lícits. Müller s'emporta el príncep Abdallah, el fill de l'emir Ben Kalish Ezab per obligar-lo a fer fora del seu territori la competència anglesa.

### Segona versió en forma d'àlbum
Tintín desembarca a Khemed (un país imaginari) on hi ha una lluita pel poder entre l'emir Ben Kalish Ezab i el xeic Bab el Ehr, cadascú finançar per una companyia petroliera diferent, l'Arabex i la Skoil Petroleum respectivament. Tintín es troba amb el doctor Müller que treballa per la Skoil. Müller s'emporta el príncep Abdallah per obligar l'emir a expulsar Arabex del seu territori de manera que Skoil pugui controlar els pous de petroli.

### Final comú a les dues versions
Tintín allibera Abdallah i deté al doctor Müller que treballa com a agent secret al servei d'una potència estrangera (que no es menciona) que vol contaminar la gasolina dels seu adversaris per tenir avantatge en cas de guerra. Tintín envia una mostra del producte que contamina la gasolina al professor Tornassol, que després d'unes setmanes li fa arribar l'antídot que neutralitza els efectes del contaminant.

## L'edició en alguerés
L'any 1995 se feu una edició limitada en alguerés a cura del Centre de Recursos Pedagògics Maria Montessori coordinada pel teianenc Andreu Bosch i Rodoreda, llavors lector de català a la Universitat de Sàsser: se tracta d'una adaptació al dialecte local de la traducció al català del 1966 per Joaquim Ventalló, feta per setze joves algueresos del grup L'Arboix, lo nom dels quals és en los crèdits del llibre. La idea original era traduir Lo granc de les pinces d'or, però com l'editorial Joventut (propietària dels drets de Tintín en català) tenia de reeditar al país de l'or negre, finalment es feu aqueix àlbum, gràcies a la gestió de Joaquim Arenas des d'Òmnium Cultural. L'edició, amb una tirada limitada de quatre-cents exemplars (dels quals dos-cents cinquanta distribuïts debades entre los minyons de l'Alguer i setze per als traductors), obtengué lo Guardó Francesc Manunta, dotat per la Fundació Jaume I i és ara objecte de col·leccionisme.